# Flaga St. Petersburga
Flaga St. Petersburga – jeden z oficjalnych symboli amerykańskiego miasta St. Petersburg.

## Opis flagi
Flagę St. Petersburga stanowi prostokątny płat tkaniny o stosunku wysokości do długości jak 11:18, złożony z pięciu stref (poziomych pasów): pomarańczowego, czerwonego, zielonego, jasnoniebieskiego i błękitnego, rozdzielonych wąskimi, białymi liniami. Pośrodku flagi umieszczono częściowo białą, a częściowo przezroczystą sylwetkę pelikana, stojącego na białym kamieniu i zwróconego w stronę drzewca.

## Symbolika
Barwy pomarańczowa i czerwona symbolizują obfite nasłonecznienie, barwa zielona oznacza ląd, odcienie niebieskiego oznaczają wody zatok: Tampa i Meksykańskiej, nad którymi leży miasto. Przedstawiony na fladze ptak to charakterystyczny dla miejscowej fauny pelikan brunatny (Pelecanus occidentalis). Ptak ten stał się czymś w rodzaju maskotki miasta przy okazji szeroko tu propagowanej akcji dokarmiania tego gatunku w miesiącach zimowych, zwanej Feed the Pelican Fund.

## Historia
Obecnie obowiązujący wzór flagi przyjęto 17 lutego 1983. Jej autorem jest Ronald F. Whitney, Jr.

### Poprzednie flagi
Najstarszą flagę St. Petersburga ustanowiono 14 lipca 1927, wyłaniając jej wzór w drodze konkursu, ogłoszonego przez ówczesnego burmistrza - C. J. Maurera. Ponieważ w konkursie nie przewidziano nagród, napłynęło zaledwie kilka projektów. Zwyciężył projekt przygotowany przez firmę Betsy Ross Flag Co. z Newburgh w stanie Nowy Jork.
Flagę stanowił prostokątny płat tkaniny (brak danych o jego proporcjach) dzielony na trzy równej szerokości słupy (pasy pionowe): skrajne barwy błękitnej, środkowy złoty. Pośrodku flagi w pasie złotym umieszczono wizerunek pieczęci miasta: trzy koncentryczne okręgi, zewnętrzny o wzorze przypominającym linę, kolejny biały, z ułożonymi półkoliście ciemnobłękitnymi napisami: "CITY OF ST. PETERSBURG, FLORIDA." w części górnej i "RE-INCORPORATED A.D. 1903." w części dolnej. W centralnym okręgu przedstawiono od strony drzewca białego pelikana, zwróconego do drzewca i stojącego na wystającym z oceanu palu, nad nim od strony swobodnej słońce, w podstawie plaża, na której kwiat wilczomlecza o siedmiu płatkach, dalej w lewo palma kokosowa. Jednocześnie przyjęto oficjalną flagę burmistrza miasta, o odwróconych kolorach pasów (zewnętrzne złote, środkowy błękitny).
W 1951 roku burmistrz miasta S.C. Minshall oraz Rada Miejska uznali, że nie dość wyraźnie zaprezentowano na fladze nazwę miasta, a w ogóle pominięto jego przydomek - "Sunshine City" (pol. Słoneczne Miasto). 17 kwietnia 1951 uchwalono zatem nowy wzór flagi, o stosunku wysokości do długości jak 4:7 i poziomej orientacji pasów. Dodano w pasie górnym napis "ST. PETRESBURG, FLORIDA", a w dolnym ""Sunshine City"". Planowano zachować koncepcję odwrócenia barw dla flagi burmistrza, ostatecznie jednak koncepcję tę porzucono.
Flagi zgodnej z uchwałą z 1951 roku nigdy nie wykonano. Producenci flag do których zwracało się o to miasto odpowiadali, że nie jest możliwe wykonanie atrakcyjnej wizualnie flagi zgodnej z opisem zawartym w uchwale. Ostatecznie miasto zaakceptowało flagi w nieco innych proporcjach i z innymi odcieniami kolorów niż w uchwale. Samej uchwały jednakże nie zmieniono, aż do ustanowienia obecnie obowiązującego wzoru w 1983 roku.